# Cooperação
Cooperação é uma ação conjunta para uma finalidade, objetivo em comum. Cooperação é uma relação baseada entre indivíduos ou organizações, utilizando métodos mais ou menos consensuais. A cooperação opõe-se, de certa forma, à colaboração e mesmo a competição. Indivíduos podem organizar-se em grupos que cooperam internamente e, ao mesmo tempo, competem com outros grupos.
Operar juntamente com alguém; colaborar: todos cooperam para o desenvolvimento intelectual.[carece de fontes?]
Certas formas de cooperação são ilegais em algumas jurisdições porque prejudicam o acesso das populações a alguns recursos, como acontece com a fixação de preços por cartéis.

## A cooperação humana
Ainda que a totalidade dos membros de um grupo beneficiem-se da cooperação de todos, o interesse próprio de cada indivíduo pode agir em sentido contrário. Cooperação pressupõe também que os indivíduos se preocupem com os outros que pense no coletivo também. Por vezes o indivíduo tem que se sacrificar pelo todo, proporcionando assim um maior desenvolvimento e progressão do coletivo e por consequência do individual também. A colaboração pode ser usada como ferramenta pedagógica.

## Dilema do prisioneiro
O Dilema do prisioneiro é um problema da teoria dos jogos, nesse problema cada jogador, de modo independente quer aumentar sua vantagem, sem se importar com o próximo jogador. Isso personifica bem o que foi referido anteriormente. Estudos de economia experimental mostram que os seres humanos agem mais vezes de forma cooperativa apesar das suas motivações pessoais tendencialmente egoístas. De fato, repetindo-se a situação do dilema do prisioneiro, a não cooperação acaba por ser punida e a cooperação premiada. Sugere-se que situações semelhantes motivem a evolução sócio-emocional dos animais mais desenvolvidos.
Existem quatro condições que tendem a ser necessárias para que se desenvolva o comportamento cooperativo entre dois indivíduos:
- Motivações ou desejos coincidentes;
- A possibilidade de futuros encontros com esse indivíduo;
- A memória de encontros passados com esse indivíduo;
- Um valor associado a consequências futuras do comportamento analisado.

## Conceitos similares e relacionados
- Aprendizagem colaborativa
- Escrita colaborativa
- Software colaborativo
- Escrita em grupo
- Autoria em comum
- Colaboração em documento compartilhado
- Escrita em time
- Ficção colaborativa
- Colaboração massivamente distribuída
- Aprendizado colaborativo

## Redes de cooperação
Uma rede de cooperação pode ser entendida como um dos instrumentos de otimização da interação dos atores intervenientes no funcionamento do mercado. Por outras palavras, uma rede de cooperação engloba o conjunto de atividades levadas a cabo por um conjunto de atores, onde determinados recursos e competências são partilhados, com vista à otimização dos resultados e com retorno para todos os intervenientes (INTELI - Inteligência em Inovação).
As redes de cooperação funcionam como um importante veículo para a difusão de inovação, uma vez que os atores envolvidos têm acesso a um conjunto mais alargado de informação e conhecimento. Portanto, a cooperação deve ser entendida como uma atividade permanente e deve fazer parte dos processos operacionais e de tomada de decisão das empresas.

### Por que a participação em redes de cooperação?
Vários autores como Seufert, Krogh, & Bach (1999), Hämäläinen & Schienstock (2000), Arias (1995) e Akkermans (2001) referem que as redes de cooperação proporcionam vários benefícios aos atores envolvidos, designadamente:
- Tendem a reduzir os custos de transação uma vez que beneficiam de canais de comunicação comuns;
- Permitem reduzir os custos, riscos e tempo de desenvolvimento;
- Tendem a desencorajar comportamentos oportunistas;
- Facilitam o acesso a informação e conhecimento estratégico, designadamente no que respeita a mercados, tecnologias, novos produtos, materiais e processos;
- Podem levar à racionalização da produção, ou seja, as redes agregam competências complementares, fomentam a criação de sinergias e potenciam o acesso a economias de escala;
- Potenciam o acesso a recursos externos à própria empresa.

### Tipos de redes
Hämäläinen & Schienstock (2000), Arias (1995), Tödtling (1999), Shapiro (2002) e Szeto (2000) referem que podem ser definidos vários tipos de redes consoante a estrutura organizacional da rede, as fronteiras definidas e a sua duração, em função dos agentes económicos que participam e a localização geográfica da rede.
Em função da estrutura organizacional das redes, estas podem classificar-se em:
- Altamente informais – não existem relações formalizadas entre os atores;
- Flexíveis e baseadas na confiança – as relações entre os atores são flexíveis e baseiam-se na confiança;
- Formais e não flexíveis – as relações dos atores na rede são formalizadas e não são flexíveis.

Tendo em conta as fronteiras estabelecidas, as redes podem ser classificadas em:
- Redes abertas
- Redes fechadas

Em função da duração, as redes podem organizar-se em:
- Equipas de projeto e organizações virtuais, com vista a atingir objetivos de curto prazo;
- Alianças estratégicas, joint ventures [1] e associações empresariais, pressupondo uma cooperação a longo prazo.

Consoante os atores envolvidos, as redes podem classificar-se em:
- Verticais - incorporam atores ao longo da cadeia de fornecimento;
- Horizontais - integram atores de áreas ou setores de atividade semelhantes;
- Diagonais - incluem atores de áreas ou setores de atividade complementares.
- Multissetoriais - incluem atores de áreas ou setores de atividade distintos.

Conforme a sua localização geográfica, as redes podem ser:
- Locais;
- Regionais;
- Nacionais;
- Internacionais ou globais.

Relativamente às redes de cooperação locais e regionais, Alves, Marques, & Saur (2004) defendem que este tipo de redes oferece melhores condições para assegurar a diversidade de competências e conhecimento que é essencial para a inovação sustentável. Isto acontece porque existe uma maior diversidade de culturas, competências, técnicas e da base de conhecimento entre os atores envolvidos na rede.
Os mesmos autores alegam que, quando as redes multissetoriais surgem numa região onde o fenómeno da clusterização industrial multissetorial está bem presente, estas podem ter um impacto positivo sobre o desenvolvimento do respetivo cluster porque este espaço é utilizado para partilhar informação e o conhecimento indispensáveis para a inovação.
A cooperação pode ser classificada também de acordo com a forma ou modalidade de cooperação adotada e da área referida (AIMinho). Nesta perspetiva, a cooperação pode ser organizada em:
- Cooperação financeira – surge como a solução para conseguir o apoio financeiro necessário ao desenvolvimento de uma estratégia ou projeto empresarial, mas também como uma opção para reforçar uma cooperação já estabelecida, por exemplo, no domínio técnico ou para participar numa “joint venture” ou projeto internacional, como os programas comunitários de investigação;
- Cooperação comercial – a cooperação de âmbito comercial surge como a solução para comercializar e distribuir os produtos/serviços em novos mercados internacionais, para controlar a oferta nos mercados existentes, para melhorar e completar a gama de produtos da empresa, para distribuir os produtos antes dos concorrentes, para reduzir os custos e riscos em termos gerais e para alargar a rede de distribuição, e se esta não existir, para criar uma infraestrutura básica. As modalidades de cooperação comercial mais comuns são: o Franchising [2] e o Consórcio de empresas para a comercialização;
- Cooperação tecnológica – as empresas decidem cooperar com outras empresas mais dotadas tecnologicamente para colmatar deficiências operacionais de produção ou do produto. Entre as diversas modalidades de cooperação tecnológica destacam-se a licença de exploração de patentes e marcas e os contratos de assistência técnica;
- Cooperação produtiva – neste tipo de cooperação, a subcontratação é uma das modalidades mais utilizadas pelas empresas, isto é, uma empresa (contratante) confia a outra (subcontratada), a execução, segundo indicações pré-estabelecidas, de uma parte da produção ou serviços, conservando a empresa contratante a responsabilidade económica final.

[1] Joint Venture corresponde a uma associação entre duas ou mais empresas com vista à implantação de uma empresa comum. Isto significa que participam no capital social de uma entidade juridicamente independente, partilhando os investimentos, os lucros ou perdas e os riscos (OECD, 2008).
[2] Franchising traduz-se numa parceria entre empresas através do qual uma parte (franchisador), com um formato de negócio já comprovado, concede a terceiros (franchisados) o direito de explorar os seus produtos e serviços, de usar a sua marca comercial e ainda, de implementar os seus métodos de gestão, recebendo contrapartidas financeiras (Portal do Franchising).